# Selaginella confusa
Selaginella confusa är en mosslummerväxtart som beskrevs av Antoine Frédéric Spring. Selaginella confusa ingår i släktet mosslumrar, och familjen mosslummerväxter. Inga underarter finns listade i Catalogue of Life.